# Cmentarz żydowski w Trzciannem
Cmentarz żydowski w Trzciannem – kirkut społeczności żydowskiej niegdyś zamieszkującej Trzcianne, znajdujący się przy drodze Trzcianne–Downary . Nie wiadomo dokładnie, kiedy powstał, było to zapewne w połowie XIX wieku (ok. 1850 roku) . Został niemal zupełnie zniszczony w czasie II wojny światowej . Obecnie daje się odnaleźć fragmenty nagrobków, choć sam cmentarz jest zdewastowany i nieogrodzony. Cmentarz ma powierzchnię 1,1 ha.